# 1260
Portal Geschichte | Portal Biografien | Aktuelle Ereignisse | Jahreskalender | Tagesartikel

◄ |
12. Jahrhundert |
13. Jahrhundert
| 14. Jahrhundert | ►

◄ |
1230er |
1240er |
1250er |
1260er
| 1270er | 1280er | 1290er | ►

◄◄ |
◄ |
1256 |
1257 |
1258 |
1259 |
1260
| 1261 | 1262 | 1263 | 1264 | ► | ►►
Staatsoberhäupter  · Nekrolog
| Januar | Januar | Januar | Januar | Januar | Januar | Januar | Januar |
| Kw     | Mo     | Di     | Mi     | Do     | Fr     | Sa     | So     |
| ------ | ------ | ------ | ------ | ------ | ------ | ------ | ------ |
| 1      |        |        |        | 1      | 2      | 3      | 4      |
| 2      | 5      | 6      | 7      | 8      | 9      | 10     | 11     |
| 3      | 12     | 13     | 14     | 15     | 16     | 17     | 18     |
| 4      | 19     | 20     | 21     | 22     | 23     | 24     | 25     |
| 5      | 26     | 27     | 28     | 29     | 30     | 31     |        |

| Februar | Februar | Februar | Februar | Februar | Februar | Februar | Februar |
| Kw      | Mo      | Di      | Mi      | Do      | Fr      | Sa      | So      |
| ------- | ------- | ------- | ------- | ------- | ------- | ------- | ------- |
| 5       |         |         |         |         |         |         | 1       |
| 6       | 2       | 3       | 4       | 5       | 6       | 7       | 8       |
| 7       | 9       | 10      | 11      | 12      | 13      | 14      | 15      |
| 8       | 16      | 17      | 18      | 19      | 20      | 21      | 22      |
| 9       | 23      | 24      | 25      | 26      | 27      | 28      | 29      |

| März | März | März | März | März | März | März | März |
| Kw   | Mo   | Di   | Mi   | Do   | Fr   | Sa   | So   |
| ---- | ---- | ---- | ---- | ---- | ---- | ---- | ---- |
| 10   | 1    | 2    | 3    | 4    | 5    | 6    | 7    |
| 11   | 8    | 9    | 10   | 11   | 12   | 13   | 14   |
| 12   | 15   | 16   | 17   | 18   | 19   | 20   | 21   |
| 13   | 22   | 23   | 24   | 25   | 26   | 27   | 28   |
| 14   | 29   | 30   | 31   |      |      |      |      |

| April | April | April | April | April | April | April | April |
| Kw    | Mo    | Di    | Mi    | Do    | Fr    | Sa    | So    |
| ----- | ----- | ----- | ----- | ----- | ----- | ----- | ----- |
| 14    |       |       |       | 1     | 2     | 3     | 4     |
| 15    | 5     | 6     | 7     | 8     | 9     | 10    | 11    |
| 16    | 12    | 13    | 14    | 15    | 16    | 17    | 18    |
| 17    | 19    | 20    | 21    | 22    | 23    | 24    | 25    |
| 18    | 26    | 27    | 28    | 29    | 30    |       |       |

| Mai | Mai | Mai | Mai | Mai | Mai | Mai | Mai |
| Kw  | Mo  | Di  | Mi  | Do  | Fr  | Sa  | So  |
| --- | --- | --- | --- | --- | --- | --- | --- |
| 18  |     |     |     |     |     | 1   | 2   |
| 19  | 3   | 4   | 5   | 6   | 7   | 8   | 9   |
| 20  | 10  | 11  | 12  | 13  | 14  | 15  | 16  |
| 21  | 17  | 18  | 19  | 20  | 21  | 22  | 23  |
| 22  | 24  | 25  | 26  | 27  | 28  | 29  | 30  |
| 23  | 31  |     |     |     |     |     |     |

| Juni | Juni | Juni | Juni | Juni | Juni | Juni | Juni |
| Kw   | Mo   | Di   | Mi   | Do   | Fr   | Sa   | So   |
| ---- | ---- | ---- | ---- | ---- | ---- | ---- | ---- |
| 23   |      | 1    | 2    | 3    | 4    | 5    | 6    |
| 24   | 7    | 8    | 9    | 10   | 11   | 12   | 13   |
| 25   | 14   | 15   | 16   | 17   | 18   | 19   | 20   |
| 26   | 21   | 22   | 23   | 24   | 25   | 26   | 27   |
| 27   | 28   | 29   | 30   |      |      |      |      |

| Juli | Juli | Juli | Juli | Juli | Juli | Juli | Juli |
| Kw   | Mo   | Di   | Mi   | Do   | Fr   | Sa   | So   |
| ---- | ---- | ---- | ---- | ---- | ---- | ---- | ---- |
| 27   |      |      |      | 1    | 2    | 3    | 4    |
| 28   | 5    | 6    | 7    | 8    | 9    | 10   | 11   |
| 29   | 12   | 13   | 14   | 15   | 16   | 17   | 18   |
| 30   | 19   | 20   | 21   | 22   | 23   | 24   | 25   |
| 31   | 26   | 27   | 28   | 29   | 30   | 31   |      |

| August | August | August | August | August | August | August | August |
| Kw     | Mo     | Di     | Mi     | Do     | Fr     | Sa     | So     |
| ------ | ------ | ------ | ------ | ------ | ------ | ------ | ------ |
| 31     |        |        |        |        |        |        | 1      |
| 32     | 2      | 3      | 4      | 5      | 6      | 7      | 8      |
| 33     | 9      | 10     | 11     | 12     | 13     | 14     | 15     |
| 34     | 16     | 17     | 18     | 19     | 20     | 21     | 22     |
| 35     | 23     | 24     | 25     | 26     | 27     | 28     | 29     |
| 36     | 30     | 31     |        |        |        |        |        |

| September | September | September | September | September | September | September | September |
| Kw        | Mo        | Di        | Mi        | Do        | Fr        | Sa        | So        |
| --------- | --------- | --------- | --------- | --------- | --------- | --------- | --------- |
| 36        |           |           | 1         | 2         | 3         | 4         | 5         |
| 37        | 6         | 7         | 8         | 9         | 10        | 11        | 12        |
| 38        | 13        | 14        | 15        | 16        | 17        | 18        | 19        |
| 39        | 20        | 21        | 22        | 23        | 24        | 25        | 26        |
| 40        | 27        | 28        | 29        | 30        |           |           |           |

| Oktober | Oktober | Oktober | Oktober | Oktober | Oktober | Oktober | Oktober |
| Kw      | Mo      | Di      | Mi      | Do      | Fr      | Sa      | So      |
| ------- | ------- | ------- | ------- | ------- | ------- | ------- | ------- |
| 40      |         |         |         |         | 1       | 2       | 3       |
| 41      | 4       | 5       | 6       | 7       | 8       | 9       | 10      |
| 42      | 11      | 12      | 13      | 14      | 15      | 16      | 17      |
| 43      | 18      | 19      | 20      | 21      | 22      | 23      | 24      |
| 44      | 25      | 26      | 27      | 28      | 29      | 30      | 31      |

| November | November | November | November | November | November | November | November |
| Kw       | Mo       | Di       | Mi       | Do       | Fr       | Sa       | So       |
| -------- | -------- | -------- | -------- | -------- | -------- | -------- | -------- |
| 45       | 1        | 2        | 3        | 4        | 5        | 6        | 7        |
| 46       | 8        | 9        | 10       | 11       | 12       | 13       | 14       |
| 47       | 15       | 16       | 17       | 18       | 19       | 20       | 21       |
| 48       | 22       | 23       | 24       | 25       | 26       | 27       | 28       |
| 49       | 29       | 30       |          |          |          |          |          |

| Dezember | Dezember | Dezember | Dezember | Dezember | Dezember | Dezember | Dezember |
| Kw       | Mo       | Di       | Mi       | Do       | Fr       | Sa       | So       |
| -------- | -------- | -------- | -------- | -------- | -------- | -------- | -------- |
| 49       |          |          | 1        | 2        | 3        | 4        | 5        |
| 50       | 6        | 7        | 8        | 9        | 10       | 11       | 12       |
| 51       | 13       | 14       | 15       | 16       | 17       | 18       | 19       |
| 52       | 20       | 21       | 22       | 23       | 24       | 25       | 26       |
| 53       | 27       | 28       | 29       | 30       | 31       |          |          |

| Januar | Januar | Januar | Januar | Januar | Januar | Januar | Januar |
| Kw     | Mo     | Di     | Mi     | Do     | Fr     | Sa     | So     |
| ------ | ------ | ------ | ------ | ------ | ------ | ------ | ------ |
| 1      |        |        |        | 1      | 2      | 3      | 4      |
| 2      | 5      | 6      | 7      | 8      | 9      | 10     | 11     |
| 3      | 12     | 13     | 14     | 15     | 16     | 17     | 18     |
| 4      | 19     | 20     | 21     | 22     | 23     | 24     | 25     |
| 5      | 26     | 27     | 28     | 29     | 30     | 31     |        |

| Februar | Februar | Februar | Februar | Februar | Februar | Februar | Februar |
| Kw      | Mo      | Di      | Mi      | Do      | Fr      | Sa      | So      |
| ------- | ------- | ------- | ------- | ------- | ------- | ------- | ------- |
| 5       |         |         |         |         |         |         | 1       |
| 6       | 2       | 3       | 4       | 5       | 6       | 7       | 8       |
| 7       | 9       | 10      | 11      | 12      | 13      | 14      | 15      |
| 8       | 16      | 17      | 18      | 19      | 20      | 21      | 22      |
| 9       | 23      | 24      | 25      | 26      | 27      | 28      | 29      |

| März | März | März | März | März | März | März | März |
| Kw   | Mo   | Di   | Mi   | Do   | Fr   | Sa   | So   |
| ---- | ---- | ---- | ---- | ---- | ---- | ---- | ---- |
| 10   | 1    | 2    | 3    | 4    | 5    | 6    | 7    |
| 11   | 8    | 9    | 10   | 11   | 12   | 13   | 14   |
| 12   | 15   | 16   | 17   | 18   | 19   | 20   | 21   |
| 13   | 22   | 23   | 24   | 25   | 26   | 27   | 28   |
| 14   | 29   | 30   | 31   |      |      |      |      |

| April | April | April | April | April | April | April | April |
| Kw    | Mo    | Di    | Mi    | Do    | Fr    | Sa    | So    |
| ----- | ----- | ----- | ----- | ----- | ----- | ----- | ----- |
| 14    |       |       |       | 1     | 2     | 3     | 4     |
| 15    | 5     | 6     | 7     | 8     | 9     | 10    | 11    |
| 16    | 12    | 13    | 14    | 15    | 16    | 17    | 18    |
| 17    | 19    | 20    | 21    | 22    | 23    | 24    | 25    |
| 18    | 26    | 27    | 28    | 29    | 30    |       |       |

| Mai | Mai | Mai | Mai | Mai | Mai | Mai | Mai |
| Kw  | Mo  | Di  | Mi  | Do  | Fr  | Sa  | So  |
| --- | --- | --- | --- | --- | --- | --- | --- |
| 18  |     |     |     |     |     | 1   | 2   |
| 19  | 3   | 4   | 5   | 6   | 7   | 8   | 9   |
| 20  | 10  | 11  | 12  | 13  | 14  | 15  | 16  |
| 21  | 17  | 18  | 19  | 20  | 21  | 22  | 23  |
| 22  | 24  | 25  | 26  | 27  | 28  | 29  | 30  |
| 23  | 31  |     |     |     |     |     |     |

| Juni | Juni | Juni | Juni | Juni | Juni | Juni | Juni |
| Kw   | Mo   | Di   | Mi   | Do   | Fr   | Sa   | So   |
| ---- | ---- | ---- | ---- | ---- | ---- | ---- | ---- |
| 23   |      | 1    | 2    | 3    | 4    | 5    | 6    |
| 24   | 7    | 8    | 9    | 10   | 11   | 12   | 13   |
| 25   | 14   | 15   | 16   | 17   | 18   | 19   | 20   |
| 26   | 21   | 22   | 23   | 24   | 25   | 26   | 27   |
| 27   | 28   | 29   | 30   |      |      |      |      |

| Juli | Juli | Juli | Juli | Juli | Juli | Juli | Juli |
| Kw   | Mo   | Di   | Mi   | Do   | Fr   | Sa   | So   |
| ---- | ---- | ---- | ---- | ---- | ---- | ---- | ---- |
| 27   |      |      |      | 1    | 2    | 3    | 4    |
| 28   | 5    | 6    | 7    | 8    | 9    | 10   | 11   |
| 29   | 12   | 13   | 14   | 15   | 16   | 17   | 18   |
| 30   | 19   | 20   | 21   | 22   | 23   | 24   | 25   |
| 31   | 26   | 27   | 28   | 29   | 30   | 31   |      |

| August | August | August | August | August | August | August | August |
| Kw     | Mo     | Di     | Mi     | Do     | Fr     | Sa     | So     |
| ------ | ------ | ------ | ------ | ------ | ------ | ------ | ------ |
| 31     |        |        |        |        |        |        | 1      |
| 32     | 2      | 3      | 4      | 5      | 6      | 7      | 8      |
| 33     | 9      | 10     | 11     | 12     | 13     | 14     | 15     |
| 34     | 16     | 17     | 18     | 19     | 20     | 21     | 22     |
| 35     | 23     | 24     | 25     | 26     | 27     | 28     | 29     |
| 36     | 30     | 31     |        |        |        |        |        |

| September | September | September | September | September | September | September | September |
| Kw        | Mo        | Di        | Mi        | Do        | Fr        | Sa        | So        |
| --------- | --------- | --------- | --------- | --------- | --------- | --------- | --------- |
| 36        |           |           | 1         | 2         | 3         | 4         | 5         |
| 37        | 6         | 7         | 8         | 9         | 10        | 11        | 12        |
| 38        | 13        | 14        | 15        | 16        | 17        | 18        | 19        |
| 39        | 20        | 21        | 22        | 23        | 24        | 25        | 26        |
| 40        | 27        | 28        | 29        | 30        |           |           |           |

| Oktober | Oktober | Oktober | Oktober | Oktober | Oktober | Oktober | Oktober |
| Kw      | Mo      | Di      | Mi      | Do      | Fr      | Sa      | So      |
| ------- | ------- | ------- | ------- | ------- | ------- | ------- | ------- |
| 40      |         |         |         |         | 1       | 2       | 3       |
| 41      | 4       | 5       | 6       | 7       | 8       | 9       | 10      |
| 42      | 11      | 12      | 13      | 14      | 15      | 16      | 17      |
| 43      | 18      | 19      | 20      | 21      | 22      | 23      | 24      |
| 44      | 25      | 26      | 27      | 28      | 29      | 30      | 31      |

| November | November | November | November | November | November | November | November |
| Kw       | Mo       | Di       | Mi       | Do       | Fr       | Sa       | So       |
| -------- | -------- | -------- | -------- | -------- | -------- | -------- | -------- |
| 45       | 1        | 2        | 3        | 4        | 5        | 6        | 7        |
| 46       | 8        | 9        | 10       | 11       | 12       | 13       | 14       |
| 47       | 15       | 16       | 17       | 18       | 19       | 20       | 21       |
| 48       | 22       | 23       | 24       | 25       | 26       | 27       | 28       |
| 49       | 29       | 30       |          |          |          |          |          |

| Dezember | Dezember | Dezember | Dezember | Dezember | Dezember | Dezember | Dezember |
| Kw       | Mo       | Di       | Mi       | Do       | Fr       | Sa       | So       |
| -------- | -------- | -------- | -------- | -------- | -------- | -------- | -------- |
| 49       |          |          | 1        | 2        | 3        | 4        | 5        |
| 50       | 6        | 7        | 8        | 9        | 10       | 11       | 12       |
| 51       | 13       | 14       | 15       | 16       | 17       | 18       | 19       |
| 52       | 20       | 21       | 22       | 23       | 24       | 25       | 26       |
| 53       | 27       | 28       | 29       | 30       | 31       |          |          |

## Ereignisse

### Politik und Weltgeschehen

#### Deutscher Orden
- 13. Juli: Litauerkriege des Deutschen Ordens: In der Schlacht an der Durbe erleidet der Deutsche Orden unter dem Landmeister von Livland Burkhard von Hornhausen und Ordensmarschall Heinrich Botel eine vollständige Niederlage gegen litauische Truppen. Das ist das Signal für den Beginn des zweiten und letzten Aufstandes der Prußen, der sich bis 1274 hinziehen wird.
- um 1260: Die Deutschordensballei An der Etsch und im Gebirge wird gegründet, ihr Sitz liegt in Bozen.

#### Böhmen / Ungarn
- Frühjahr: Der ungarische König Bela IV. verbündet sich mit Daniel Romanowitsch, dem Fürsten von Halitsch, und Boleslav V., dem Großherzog von Krakau und Seniorherzog von Polen, um den Expansionsbestrebungen des böhmischen Königs Ottokar II. Přemysl Einhalt zu gebieten.
- Juli: In der Schlacht bei Kressenbrunn besiegt Ottokar II. Přemysl von Böhmen die Ungarn unter König Bela IV. und Prinz Stephan entscheidend. Am 12. Juli bietet Béla Friedensverhandlungen an.

#### Italien
- Der bisherige Podestà Mastino I. della Scala wird von Gegnern des im Vorjahr verstorbenen Ezzelino III. da Romano von allen Ämtern in Verona entfernt. Das kann den Aufstieg des Scaligers jedoch nicht langfristig aufhalten.

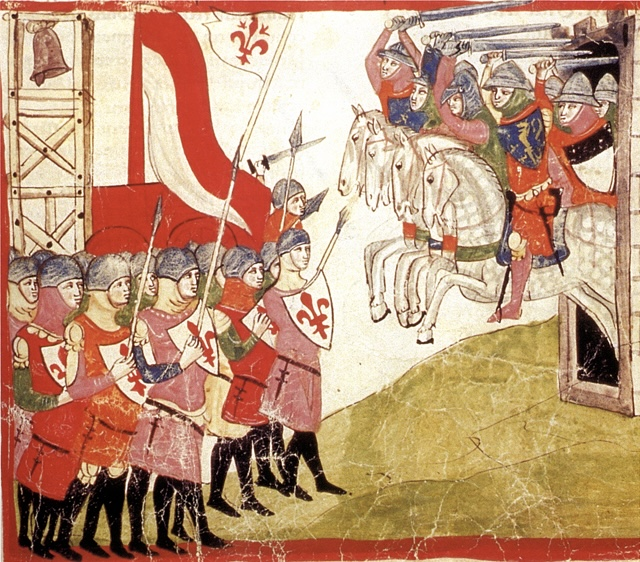
Darstellung der Schlacht von Montaperti (14. Jh.)

- 4. September: Manfred von Sizilien gelingt durch Unterstützung der Ghibellinen und der Städte Siena und Pisa bei Montaperti ein Sieg gegen die guelfischen Truppen aus Florenz. Die Ghibellinen beseitigen daraufhin die seit 1250 bestehende demokratische Verfassung von Florenz.

#### Weitere Ereignisse im Heiligen Römischen Reich
- 6. Juli: Hückeswagen fällt an die Grafen von Berg.
- 28. Juli: Die Schlacht bei Sedemünder zwischen dem Heer des Mindener Bischofs Wedekind und einem Hamelner Bürgerheer endet mit einer vernichtenden Niederlage des letzteren. Anlass der Auseinandersetzung, die als Mindener Fehde bezeichnet wird, ist ein im Vorjahr geschlossener Kaufvertrag, mit dem der Abt von Fulda die Hoheitsrechte über Stadt und Stift Hameln dem Bischof von Minden für 500 Mark Silber übereignete. Dadurch sehen die Hamelner Bürger die Unabhängigkeit der Stadt bedroht und lehnen sich mit militärischen Mitteln dagegen auf. Nach der Schlacht kommt es bereits im Herbst durch die braunschweigisch-lüneburgischen Herzöge Albrecht I. und Johann I. zu einem Vergleich, durch den sich Hameln aus der Vorherrschaft des Mindener Bischofs lösen kann. Er tritt die Hälfte seiner Rechte an die beiden Herzöge ab.
- 7. November: Nach dem Tod von Kurfürst Albrecht I. von Sachsen wird das Land der Askanier von seinen Söhnen Johann I. und Albrecht II. gemeinsam verwaltet. Johann übernimmt die Landeshälfte Sachsen-Lauenburg, Albrecht Sachsen-Wittenberg. Unter ihren Söhnen wird das Land endgültig geteilt werden.
- Peter II. von Savoyen fällt in der Grafschaft Wallis ein. Der unterlegene Bischof von Sitten, Heinrich I. von Raron, muss ihm alle Ländereien westlich des Flusses Morges abtreten.
- Erich I. wird Herzog von Schleswig.
- Bremen tritt erstmals der Hanse bei.

#### Die Reisen der Polos

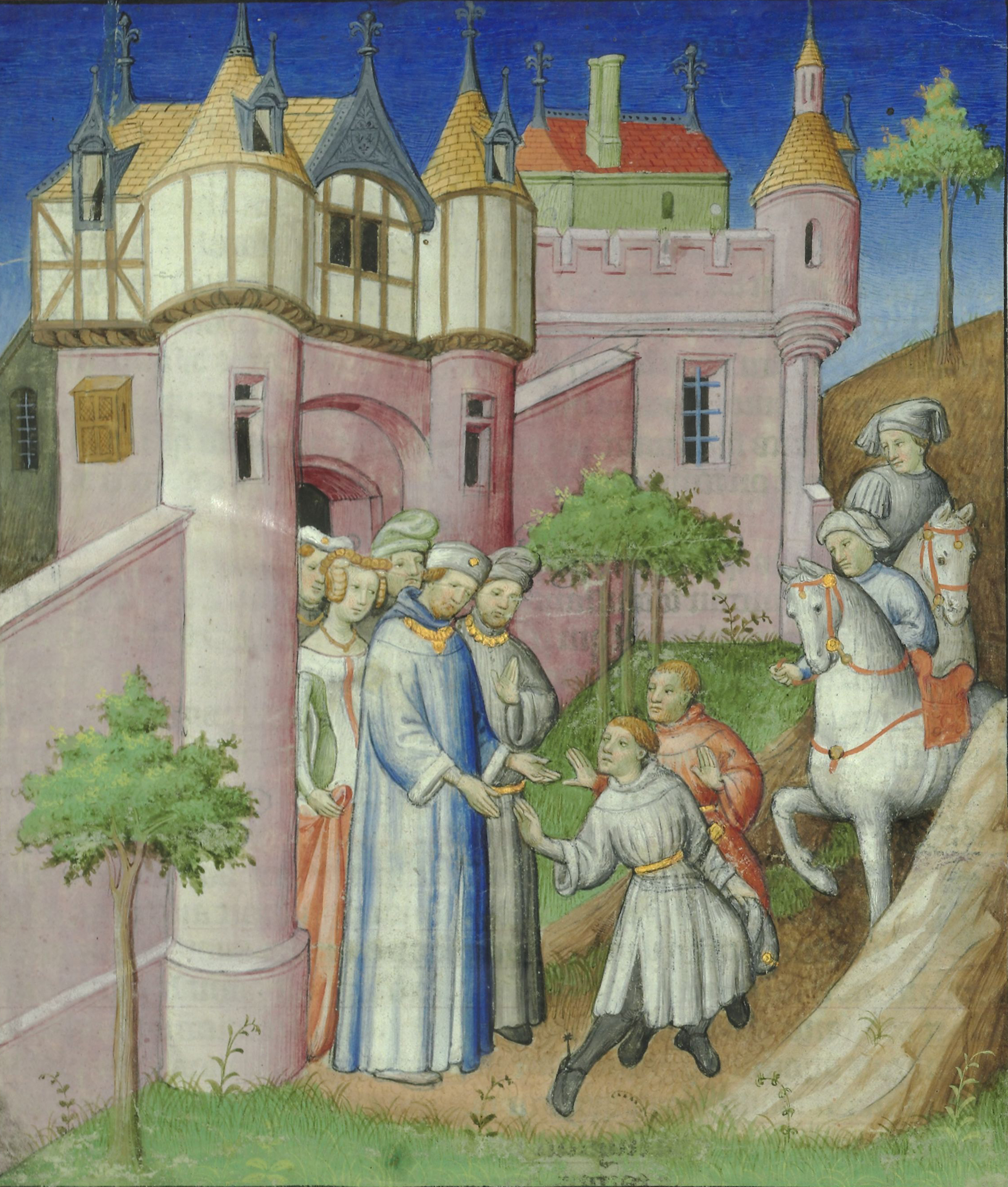
Niccolò and Maffeo Polo verlassen Konstantinopel

Marco Polos Vater Niccolò und sein Onkel Maffeo, Juwelenhändler aus Venedig, brechen zu einer Reise auf, um in Sarai am Unterlauf der Wolga Edelsteine zu verkaufen. Die politischen Veränderungen und das Ende des von Venedig gegründeten Lateinischen Kaiserreichs voraussehend, verkaufen sie ihre Besitzungen in Konstantinopel und gehen nach Sudak auf der Krim, seit 1204 faktisch venezianische Kolonie, wo Marco der Ältere, der dritte der Brüder Polo, ein Kontor betreibt.

#### Asien
- 7. April: Nach zweijähriger Belagerung erobern die Mongolen die Stadt Maiyafariqin in Mesopotamien und zerstören damit das islamische Reich Dschazira. Deren letzter Herrscher Al-Kamil Muhammad aus dem Geschlecht der Ayyubiden wird gefangen genommen und grausam hingerichtet.

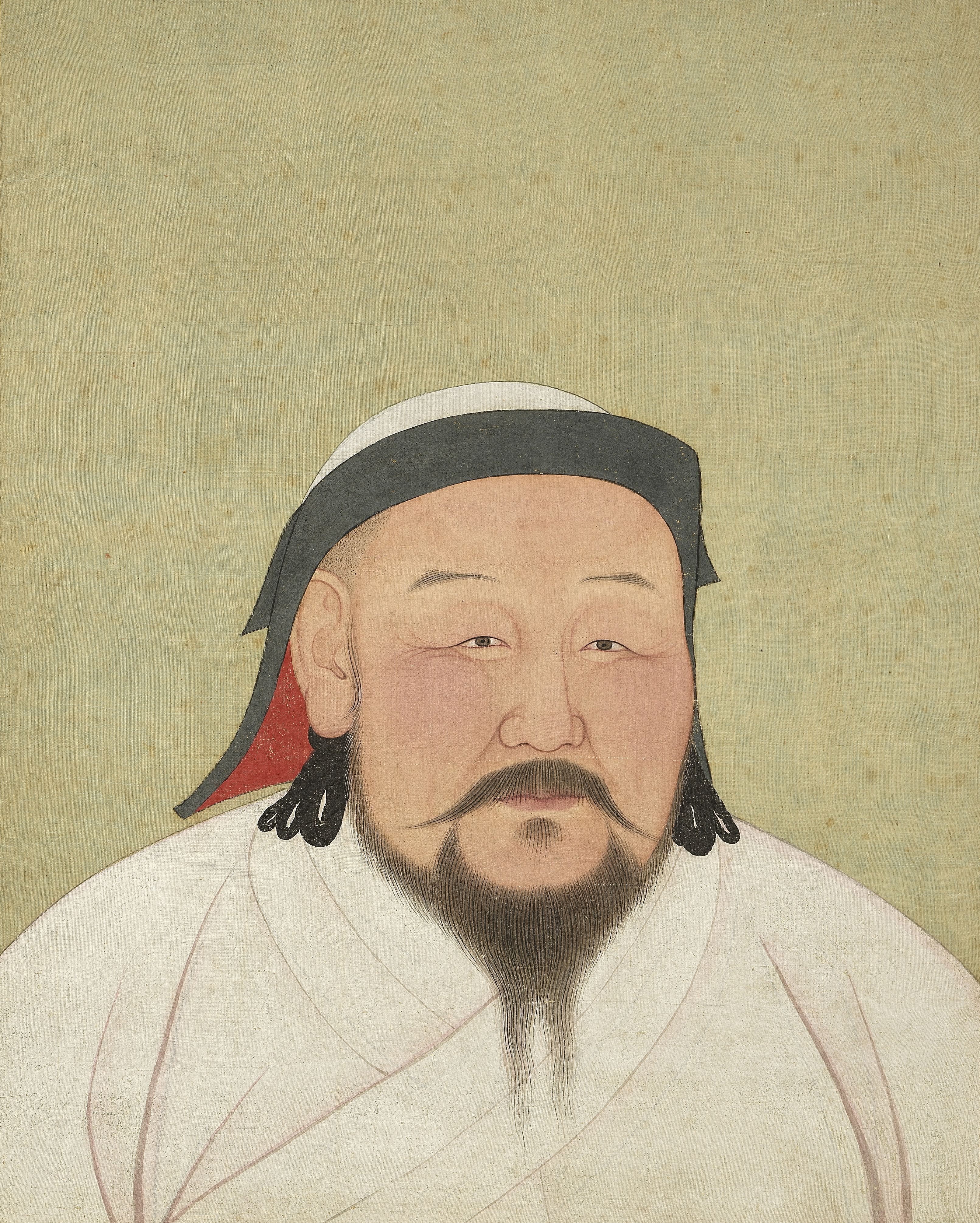
Kublai Khan

- 5. Mai: Kublai Khan, der sich schon im Vorjahr staatsstreichartig und gegen die Tradition selbst zum Großkhan der Mongolen ausgerufen hat, wird von einer von ihm einberufenen Versammlung in China zwar zum Herrscher im Reich der Mongolen gewählt, diese Wahl wird aber von zahlreichen wahlberechtigten Provinzen nicht anerkannt. Diese Provinzen stehen auf Seiten seines Bruders Arigkbugha Khan.

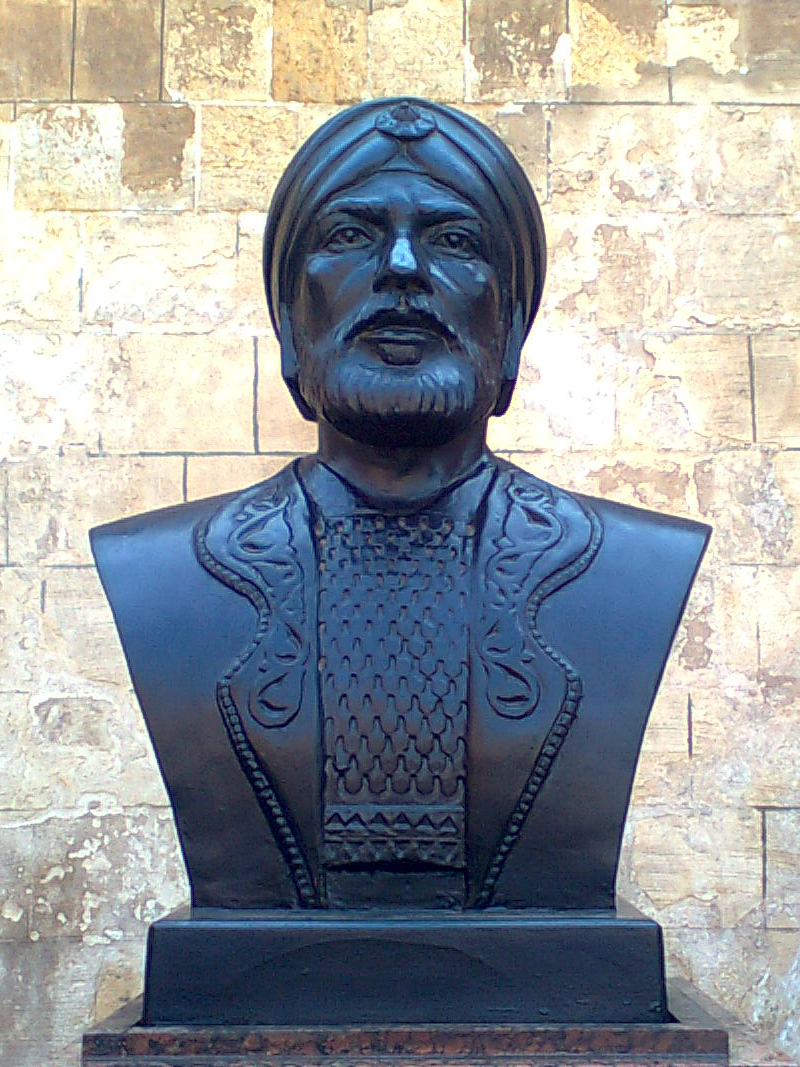
Büste von Saif ad-Din Qutuz in Kairo

- Mongolen erobern und plündern Aleppo und weite Teile Nordsyriens, während Damaskus vorläufig von den Mamluken gehalten werden kann. Der ägyptische Sultan Saif ad-Din Qutuz schließt daraufhin mit den Kreuzfahrerstaaten in Palästina einen Waffenstillstand. Außerdem schließt er mit dem Sultan von Damaskus, an-Nasir Yusuf, ein Bündnis gegen die Mongolen. Nachdem die Mongolen Damaskus erobert haben, stellt sich Qutuz an die Spitze des vereinten Mamelukenheers und zieht ihnen nach Syrien entgegen.
- Juli: Die jeweils etwa 20.000 Mann starken Truppen der Mongolen und Mamluken stehen sich in Heerlagern in Palästina gegenüber.
- 3. September: Die Mamluken unter Sultan Saif ad-Din Qutuz und seinem Heerführer Baibars besiegen die Mongolen in der Schlacht bei Ain Dschalut. In der Folge der Schlacht vertreiben die Mamluken die Mongolen wieder aus Syrien. Fünf Tage nach der Schlacht zieht Qutuz in Damaskus ein. Nachdem er Homs und Hama erobert hat, setzt er dort deren ehemalige ayyubidische Emire wieder ein. Binnen eines Monats erobert er auch Aleppo.
- 24. Oktober: Sultan Saif ad-Din Qutuz wird auf der Jagd von seinem Heerführer ermordet, Baibars I. zum Sultan der Mamluken erhoben.
- 12. November: Der mamlukische Offizier Sangar al-Halabi erklärt sich zum Herrscher von Damaskus. Da er den Namen des Baibars auf den in Damaskus geschlagenen Münzen neben dem eigenen beibehält, gedenkt er wohl die formelle Oberhoheit des Sultans von Ägypten weiter anzuerkennen, nur dass er als Herr von Damaskus ein Primat über alle anderen Fürsten Syriens beansprucht. Die Ayyubiden-Emire wie auch die meisten Befehlshaber der in Syrien stationierten Mameluken-Einheiten lehnen allerdings eine Herrschaft Sangars ab und erkennen sofort Baibars als ihren direkten Oberherren an.
- Dezember: Die Mongolen dringen neuerlich in Syrien ein. Sie werden zwar bei Homs geschlagen, besetzen aber Aleppo.

#### Amerika
- um 1260: Lloque Yupanqui ist Herrscher der Inka in Cuzco.

#### Stadtgründungen und urkundliche Ersterwähnungen
- Ottokar II. Přemysl errichtet Schloss Marchegg und gründet gemeinsam mit Bischof Bruno von Schauenburg die Stadt Marchegg.
- Erste urkundliche Erwähnung von Avusy, Blumberg, Fulenbach, Greifensee, Hauenstein, Kapfenhardt, Kappel, Lindschied, Schlechtsart, Seeth und Sulz
- um 1260: Im walisischen Königreich Powys wird Dinas Bran Castle errichtet.

### Wissenschaft und Technik
- 1260 bis 1267: Der Florentiner Gelehrte Brunetto Latini verfasst die Enzyklopädie Trésor, welche einen Überblick über den Umfang der gelehrten Bildung seiner Zeit gibt.

### Kultur
- 16. Juli: Nichiren mahnt in seiner Schrift Risshō Ankokuron eine Reform der buddhistischen Schulen Japans an.
- Erste Meistersinger-Schule in Mainz (Stein, Kulturfahrplan).

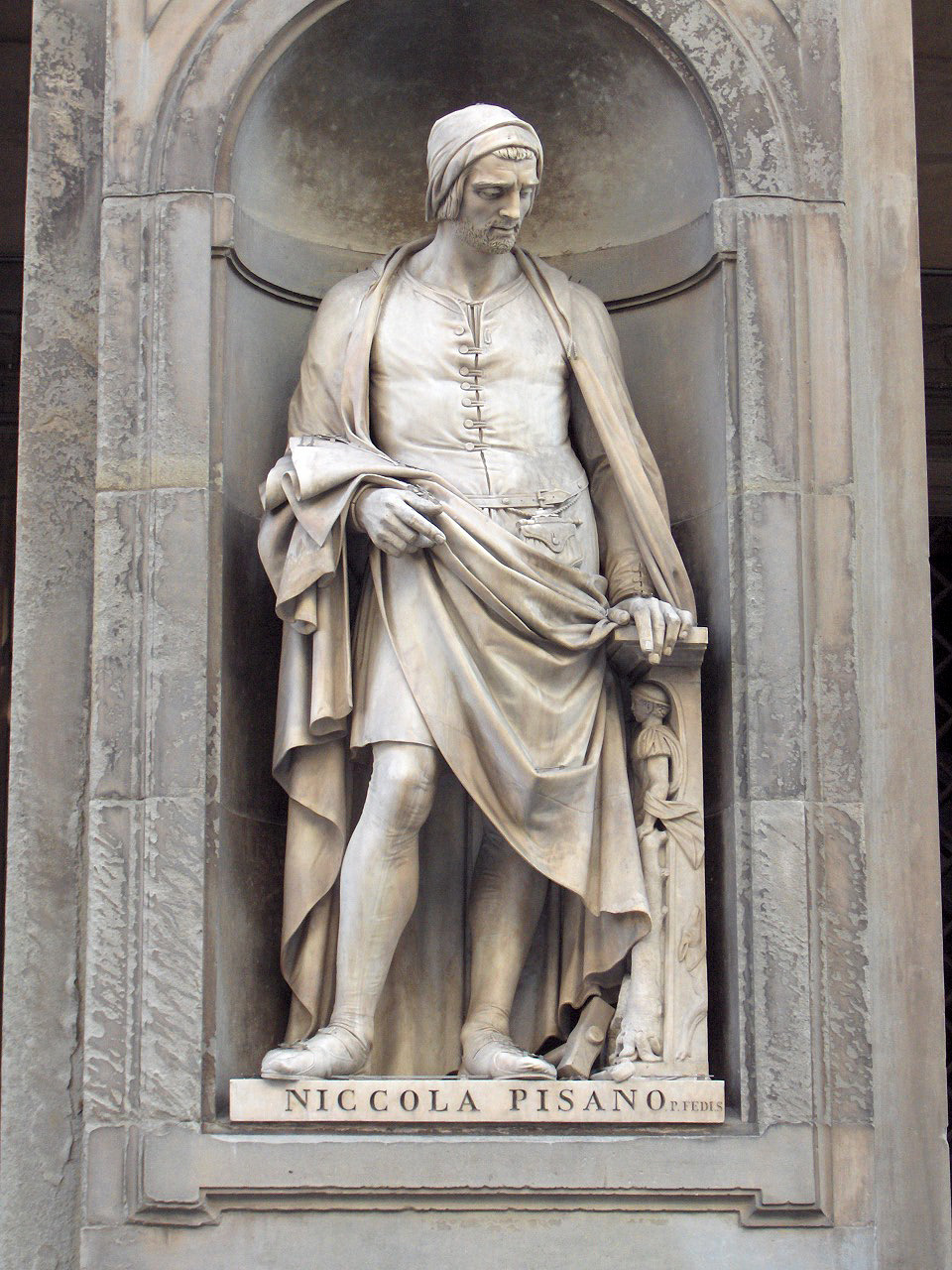
Niccolò Pisano (Statue in den Uffizien, Florenz)

- Niccolò Pisano signiert die Kanzel des Baptisteriums in Pisa (erstmals in Italien im gotischen Sinn gestaltete Gewandfiguren).
- um 1260: Die Ritter vereinigen Schild und Helm zu einem einheitlichen Wappenbild.
- um 1260: Ende der Sizilianischen Dichterschule.

### Religion

#### Kirchliche Hierarchie

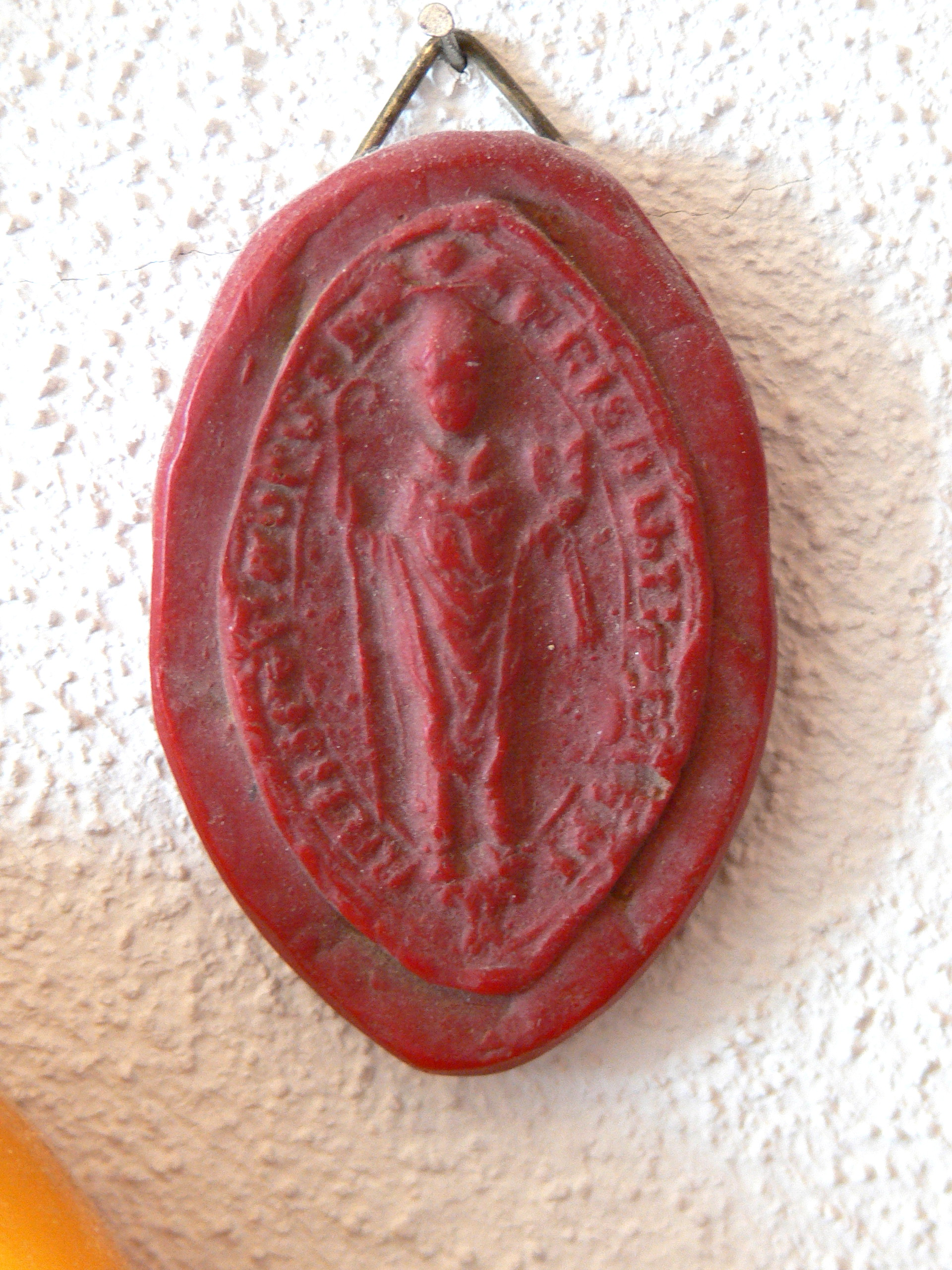
Siegel des Albertus Magnus als Bischof von Regensburg

- 5. Januar: Albertus Magnus wird Bischof von Regensburg. Er folgt Albert I. von Pietengau, der im Herbst des Vorjahres abgedankt hat.
- 27. März: Walter von Geroldseck wird nach dem Tod von Heinrich III. von Stahleck zum Bischof von Straßburg gewählt.
- nach dem 27. April: Ruprecht von Querfurt wird nach dem Tod von Rudolf von Dingelstädt Erzbischof von Magdeburg.
- August: Heinrich II. von Finstingen wird Erzbischof und Kurfürst von Trier als Nachfolger des im Vorjahr verstorbenen Arnold II. von Isenburg.

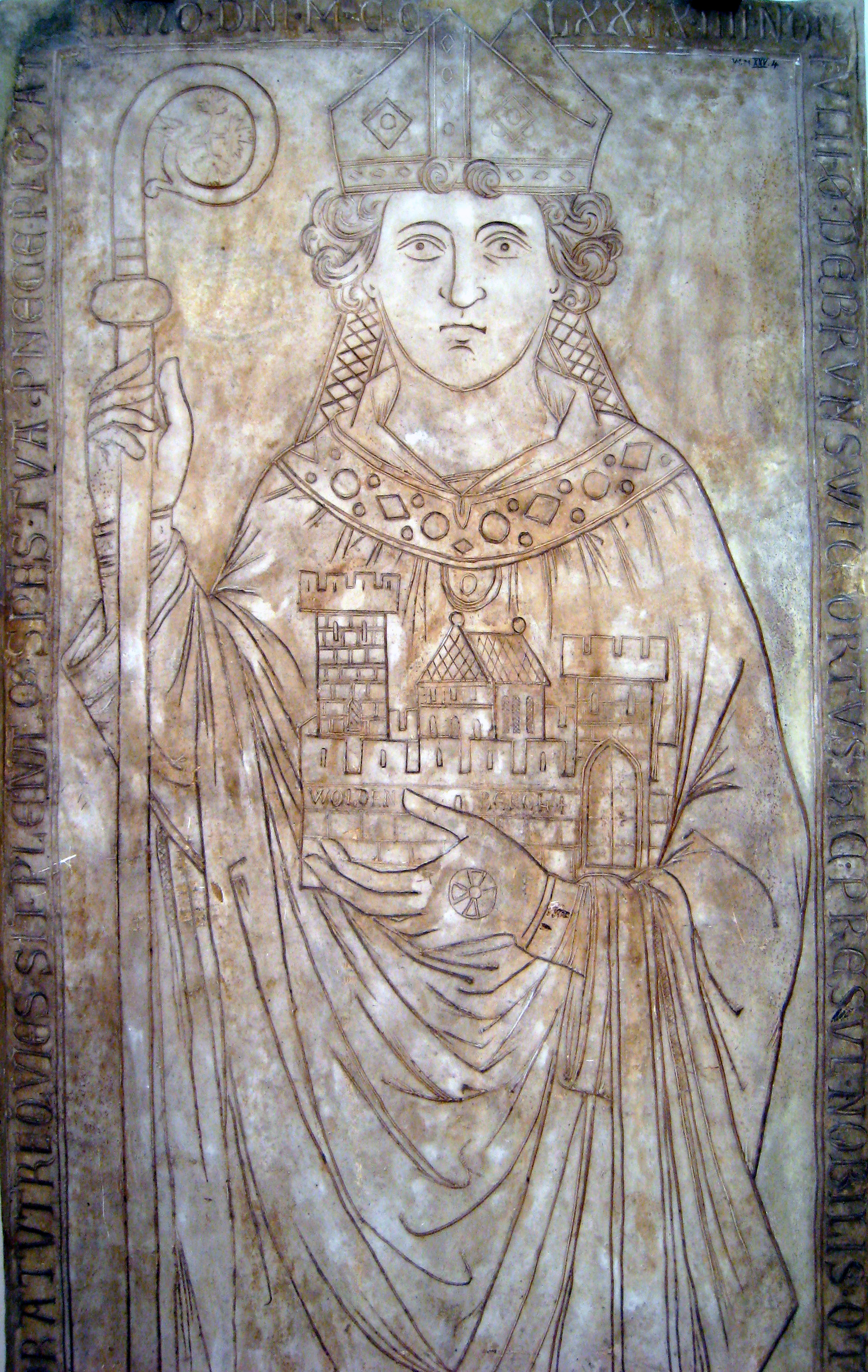
Otto I., Bischof von Hildesheim

- 9. Oktober: Otto I. von Braunschweig-Lüneburg wird noch minderjährig als Nachfolger des verstorbenen Johann I. von Brakel zum Bischof von Hildesheim gewählt.

#### Christliche Philosophie und Literatur
- Nach den chiliastischen Vorstellungen des Joachim von Fiore endet mit diesem Jahr das „Zeitalter des Sohnes“ und beginnt das tausendjährige „Zeitalter des Geistes“. In Erwartung dieser Wende kommt es zu Geißlerzügen durch Italien bis nach (Süd-)Deutschland.
- Gerhard von Frachet beendet die erste Fassung der Vitae Fratrum, einer erbaulichen, anekdotenhaften und wundergläubigen Sammlung über die Anfänge des Dominikanerordens und der ersten Ordensoberen Dominikus und Jordan von Sachsen.
- Der Franziskaner Roger Bacon gerät in Konflikt mit der Weisung seines Generalministers Bonaventura, nach der vor Veröffentlichung einer Schrift die Zustimmung der Ordensoberen einzuholen ist.
- um 1260: Thomas von Aquin verfasst die Summa contra gentiles.
- ab 1260: Der Dominikaner Hugo Ripelin von Straßburg konzipiert das Compendium theologicae veritatis, einen für die theologische Praxis wie den Studienbetrieb bestimmten Abriss der Theologie.

#### Christliche Orden
- 7. Januar: Heinrich II. von Sonneberg gründet in Ebersdorf das Kloster Sonnefeld.
- Auf dem Generalkapitel der Franziskaner in Narbonne kann eine Spaltung des Ordens vermieden werden, da durch Anpassung der Ordensregeln auch extremere Armutsformen zugelassen werden. Trotzdem wird der Armutsstreit auch in den folgenden 70 Jahren den Orden entzweien (siehe Spiritualen).
- Gerardo Segarelli, Händler aus Parma, lässt sein Haar wachsen, geht barfuß und kleidet sich in eine weiße Tunika, um den Habitus der ersten Christen nachzuahmen. Er beginnt als Bußprediger in der Stadt umherzuziehen, in einfacher Weise als Apostel gekleidet. Er verkauft seine Habe und verteilt den Erlös unter den Armen in der Stadt. In den nächsten Jahren stoßen andere zu ihm und er sammelt eine Gemeinschaft von etwa 30 Personen um sich, die sich „Apostelbrüder“ nennt und die sich in Anknüpfung an die ursprünglichen Ideale des Franz von Assisi gegen die Verweltlichung der Kirche wendet. Damit zieht sie den Unmut der Kirche auf sich, die Bettelorden zunehmend ablehnend gegenübersteht.
- Das Kloster Sießen wird gegründet, als Ritter Steinmar von Sießen-Strahlegg dem Konvent der Dominikanerinnen seinen Hof in „Süessen“ und das Patronatsrecht der dortigen Kirche schenkt.

#### Sonstiges
- 3. Oktober: Translation der hl. Klara von Assisi

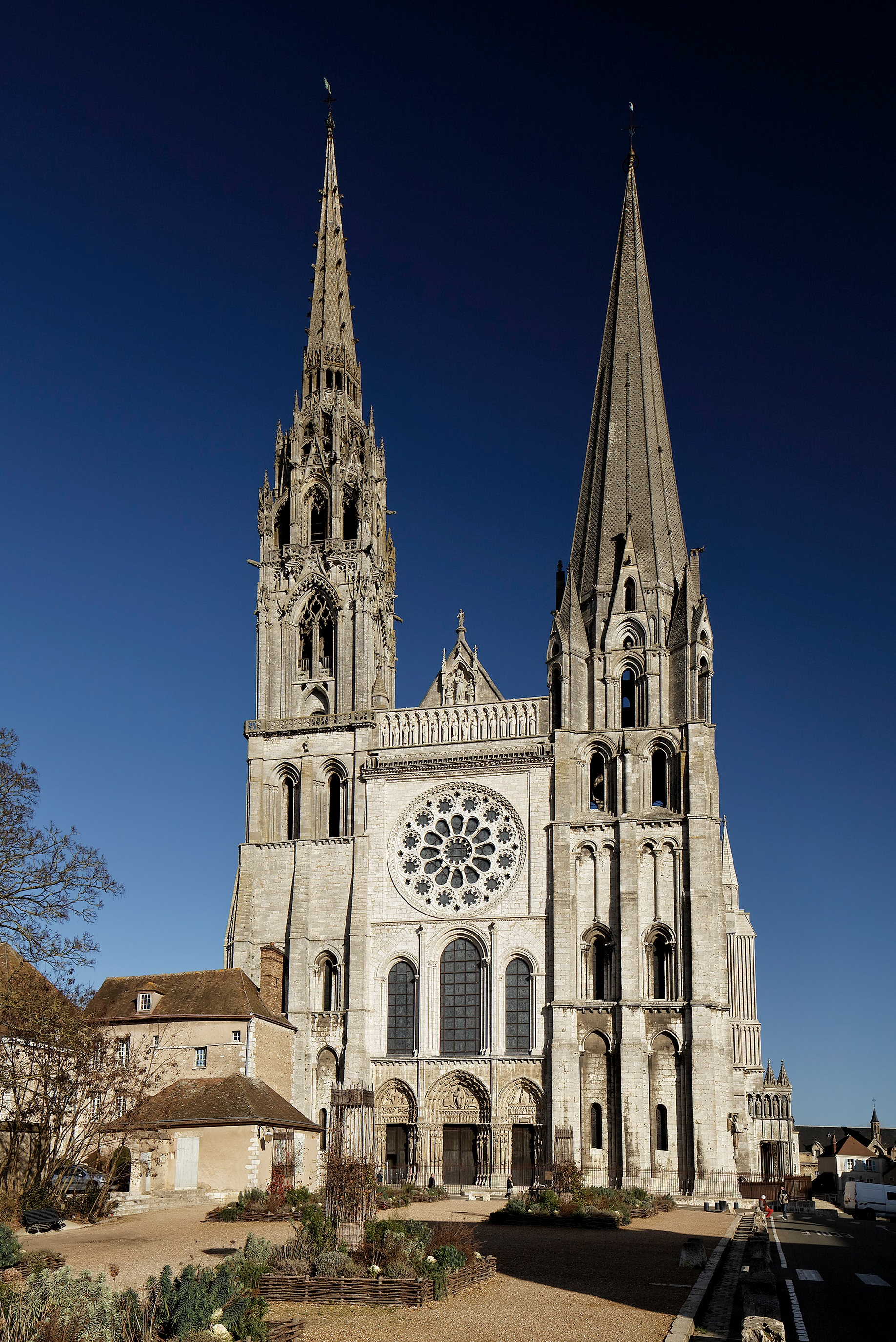
Die Kathedrale Notre Dame de Chartres

- 24. Oktober: Nach rund 65-jähriger Bauzeit erfolgt die Weihe der fertiggestellten hochgotischen Kathedrale von Chartres.

## Geboren

### Genaues Geburtsdatum unbekannt
- Agnes von Frankreich, französische Prinzessin und Herzogin von Burgund († 1325 oder 1327)
- Bertrand de Saint-Geniès, Patriarch von Aquileia († 1350)
- Gaddo Gaddi, florentinischer Maler († 1332)
- Guillaume Pierre Godin, französischer Dominikaner, Kardinalbischof des suburbikarischen Bistums Sabina († 1336)
- Władysław I. Ellenlang, Seniorherzog und König von Polen († 1333)

### Geboren um 1260
- 1250/1260: Marguerite Porete, französischsprachige theologische Schriftstellerin und Begine († 1310)
- 1251/1260: Heinrich III., Herzog von Glogau, Steinau, Sprottau und Sagan († 1309)
- 1255/1260: Ulrich I., Herr von Hanau († 1305/1306)
- 1255/1260: Gottfried von Waldeck, Bischof von Minden († 1324)
- 1259/1260: Andronikos II., Kaiser des Byzantinischen Reichs († 1332)
- Aaron ben Joseph, jüdischer Arzt, Gelehrter und Karäer in Konstantinopel (gest. um 1320)
- Jechiel ben Jekutiel Anaw, rabbinischer Autor in Rom (gest. 1289)
- Cecco Angiolieri, italienischer Dichter († um 1312)
- Hugo von Chalon, Bischof von Lüttich und Erzbischof von Besançon († 1312)
- Pietro Colonna, italienischer Kardinal, Erzpriester der Basilika Santa Maria Maggiore in Rom († 1326)
- John Comyn, 7. Earl of Buchan, schottischer Adeliger († 1308)
- Matthäus Csák, ungarischer Adeliger und Oligarch († 1321)
- Demetre II., König von Georgien († 1289)
- Dietrich IV., Markgraf der Lausitz, Markgraf im Osterland und Landgraf von Thüringen († 1307)
- Árni Helgason, isländischer römisch-katholischer Bischof († 1320)
- Eckhart von Hochheim, deutscher Dominikaner, Theologe und Philosoph († 1328)
- Vital du Four, französischer Theologe, Philosoph und Alchemist, Bischof von Albano († 1327)
- Johann I., Graf von Saarbrücken († 1342)
- Christian Kuchimeister, Schweizer Chronist († nach 1335)
- Enguerrand de Marigny, Kammerherr des französischen Königs Philipp IV. († 1315)
- Henri de Mondeville, französischer Arzt und Anatom, Leibarzt Philipps des Schönen († nach 1325)
- Guillaume de Nogaret, Siegelbewahrer und Berater des französischen Königs Philipp IV. († 1313)
- Maximos Planudes, byzantinischer Grammatiker und Theologe († 1330)
- Ludwig von Ravensberg, Bischof von Osnabrück († 1308)
- Marino Sanudo der Ältere, venezianischer Staatsmann und Geograph († 1338)
- James Stewart, High Stewart und Guardian von Schottland († 1309)
- Ulrich IV., Graf von Pfannberg († nach 1318)
- Zhu Shijie, chinesischer Mathematiker († um 1320)

## Gestorben

### Todesdatum gesichert
- 8. Januar: Albero V. von Kuenring-Dürnstein, österreichischer Ministerialadeliger (* um 1115)
- 9. Januar: Philippe Berruyer, Bischof von Orléans, Erzbischof von Bourges

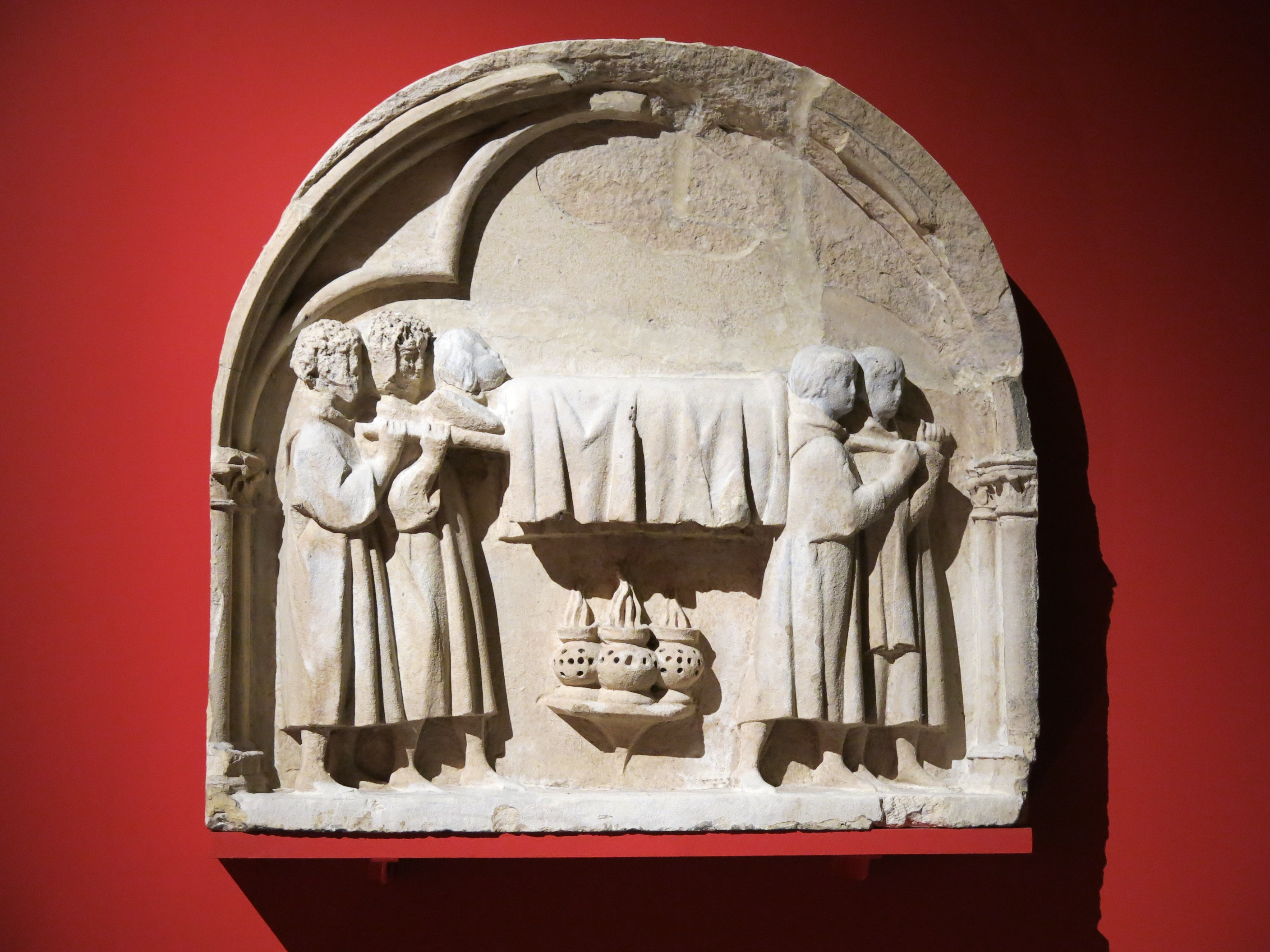
Die Begräbnisprozession für Ludwig von Frankreich

- 11. Januar: Ludwig von Frankreich, Thronfolger und Regent Frankreichs (* 1244)
- 24. Februar: Irmengard bei Rhein, Markgräfin von Baden (* um 1200)
- 1. März: Richard de Fournival, französischer Kleriker, Gelehrter, Chirurg, Astronom, Alchimist, Bibliothekar, Dichter und Musiker (* 1201)
- 4. März: Heinrich III. von Stahleck, Bischof von Straßburg (* vor 1238)
- 7. April: Al-Kamil Muhammad, Herrscher von Maiyafariqin.
- 29. April: Rudolf von Dingelstädt, Erzbischof von Magdeburg (* vor 1235)
- 5. Mai: Jutta von Sangerhausen, deutsche Adelige, Wohltäterin und Einsiedlerin (* um 1200)
- 13. Juli: Burkhard von Hornhausen, Landmeister von Livland des Deutschen Ordens (* vor 1252)
- 20. August: Jaromar II., Fürst von Rügen (* um 1218)
- 24. Oktober: Jakob von Lothringen, Bischof von Metz
- 24. Oktober: Saif ad-Din Qutuz, Sultan der Mamluken in Ägypten
- 4. Dezember: Aymer de Lusignan, Bischof von Winchester (* um 1228)

### Genaues Todesdatum unbekannt

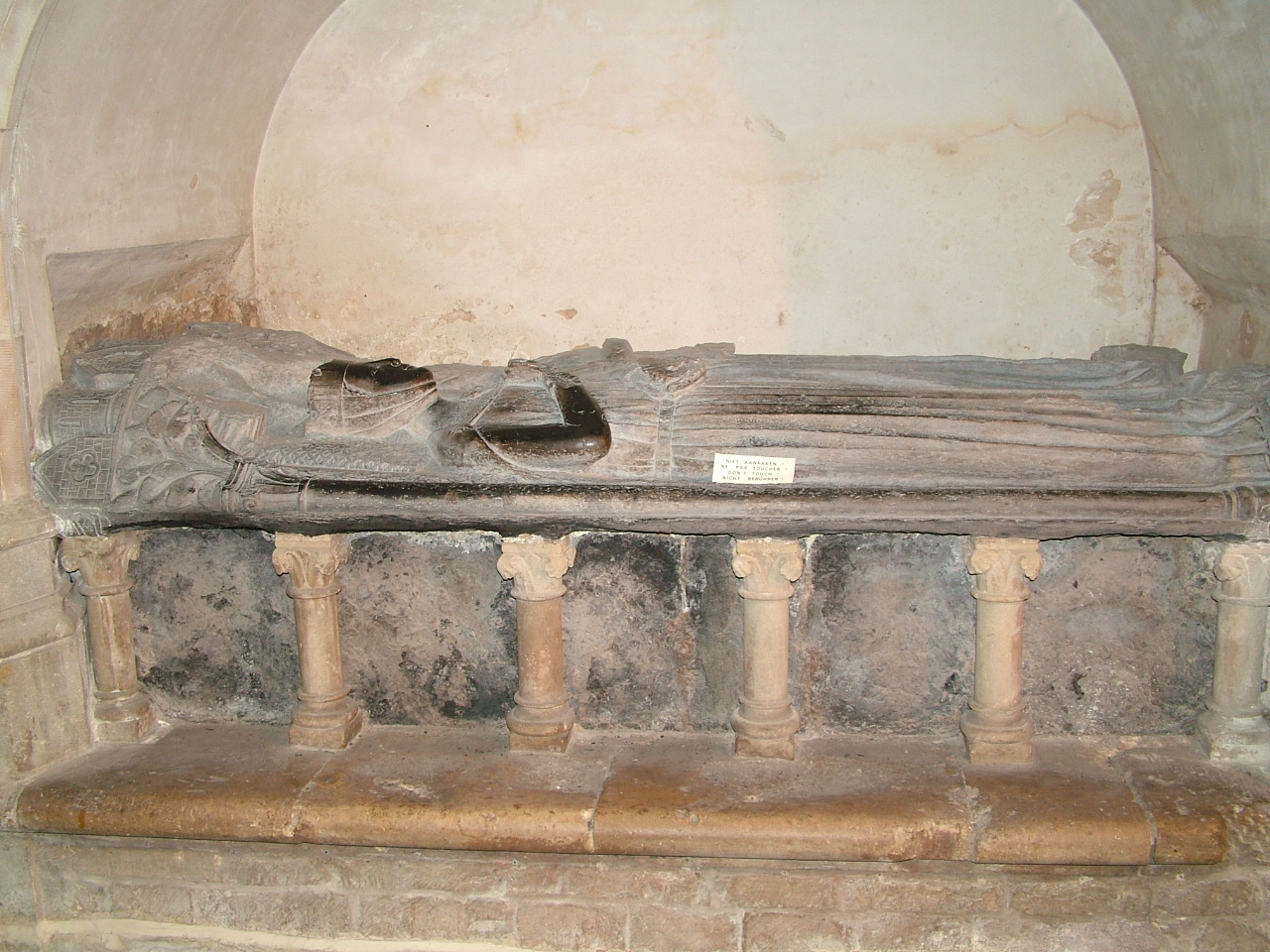
Grabstätte der Maria von Brabant

- Frühjahr: Maria von Brabant, römisch-deutsche Kaiserin, Gemahlin Ottos IV. (* 1190)
- Frühjahr: Fachr ad-Din Turan Schah, Ayyubidenprinz (* ca. 1180)
- Herbst: Al-Malik an-Nasir Salah ad-Din Yusuf, ayyubidischer Sultan von Syrien
- Alfons von Aragón, Kronprinz des Königreichs Aragón (* 1228)
- William de Beauchamp, anglonormannischer Adliger, Richter und Beamter (* um 1185)
- Dietrich IV./VI., Graf von Kleve (* um 1185)
- William de Forz, Count of Aumale, englischer Magnat (* 1216)
- Karl von Friesach; Bischof von Lavant
- Jean III. Clément, Herr von Le Mez und Argentan, Marschall von Frankreich
- Johann I. von Brakel, Bischof von Hildesheim (* um 1200)
- Sadok, polnischer Dominikaner
- Stephen Longespée, englischer Ritter, Seneschall der Gascogne und Justiciar of Ireland (* 1216)
- Thomas von Celano, italienischer Franziskaner und Chronist (* um 1190)
- Wilhelm I. von Holte, Bischof von Münster

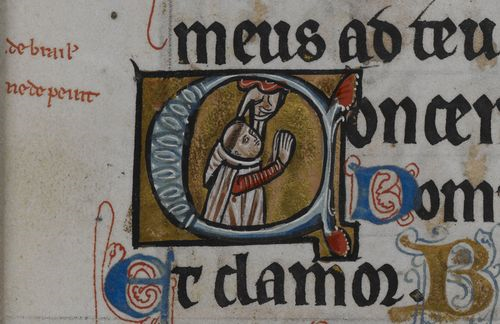
Initiale mit einem Selbstporträt und der Signatur W. de Brailes

- William de Brailes, englischer Buchmaler (* vor 1230)

### Gestorben um 1260
- 1255/1260: Sundiata Keïta, erster Herrscher des Mali-Reichs (* um 1190)
- Isaak ben Mose, jüdischer Gelehrter und Dezisor in Mitteleuropa (* um 1180)
- 7. Oktober 1260 oder 8. November 1261: Albrecht I., Herzog von Sachsen (* um 1175)
- 1260/1263: Accursius, italienischer Jurist und Glossator (* 1182/1185)